# Prvenstvo Hrvatske u ragbiju 7 2016.
Prvenstvo Hrvatske u ragbiju 7 za 2016. je osvojila momčad "Mladost" iz Zagreba. 
 
Prvenstvo je igrano kroz tri turnira. 

## Sudionici
- Invictus - Dubrovnik
- Makarska Rivijera - Makarska
- Ploče - Ploče
- Rijeka - Rijeka
- Sinj - Sinj
- Sisak - Sisak
- Nada - Split
- Šibenik - Šibenik
- Lokomotiva - Zagreb
- Mladost - Zagreb
- Novi Zagreb - Zagreb
- Rudeš - Zagreb

## Rezultati

### Kvalifikacijski turnir - Jug
Igrano u Dubrovniku 11. lipnja 2016.

| Prvi krug       | Prvi krug |
| --------------- | --------- |
| Sinj - Šibenik  | 33:5      |
| Sinj - Nada     | 14:31     |
| Sinj - Invictus | 47:0      |
|                 |           |
|                 |           |
|                 |           |

| za 3. mjesto       | za 3. mjesto |
| ------------------ | ------------ |
| Invictus - Šibenik | 33:12        |
|                    |              |
| za 1. mjesto       |              |
| Nada - Sinj        | 40:12        |

Makarska Rivijera i Ploče su odustali od sudjelovanja na turniru. 

### Kvalifikacijski turnir - Sjever
Igrano u Zagrebu 20. svibnja 2016.
| Prvi krug | Prvi krug |
| --------- | --------- |
|           |           |
|           |           |
|           |           |
|           |           |
|           |           |
|           |           |
|           |           |
|           |           |

| za 5. mjesto          | za 5. mjesto |
| --------------------- | ------------ |
| Sisak - Lokomotiva    | 20:0         |
|                       |              |
| za 3. mjesto          |              |
| Rijeka - Rudeš        | 17:22        |
|                       |              |
| za 1. mjesto          |              |
| Mladost - Novi Zagreb | 38:12        |

### Završni turnir
Igrano u Sisku 18. lipnja 2016.

| Prvi krug              | Prvi krug |
| ---------------------- | --------- |
| Mladost - Invictus     | 35:0      |
| Sinj - Novi Zagreb     | 12:26     |
| Nada - Mladost         | 5:12      |
| Invictus - Sinj        | 10:26     |
| Nada - Novi Zagreb     | 10:7      |
| Mladost - Sinj         | 29:14     |
| Novi Zagreb - Invictus | 35:7      |
| Nada - Sinj            | 22:0      |
| Novi Zagreb - Mladost  | 7:29      |
| Invictus - Nada        | 0:43      |

| za 3. mjesto       | za 3. mjesto |
| ------------------ | ------------ |
| Novi Zagreb - Sinj | 12:7         |
|                    |              |
| za 1. mjesto       |              |
| Mladost - Nada     | 29:10        |

| Poredak | Poredak     |
| ------- | ----------- |
| 1.      | Mladost     |
| 2.      | Nada        |
| 3.      | Novi Zagreb |
| 4.      | Sinj        |
| 5.      | Invictus    |

## Vanjske poveznice
- rugby.hr